# Tlayuda
La tlayuda, aussi appelée clayuda, est une tortilla de maïs typique de l'État de Oaxaca, au Mexique. Elle a en général un diamètre d'une trentaine de centimètres ou plus et une consistance ferme et croustillante. De par son mode de cuisson qui lui donne cette texture, elle peut se conserver longtemps.
C'est un mets populaire qui fait partie du patrimoine immatériel de l'État de Oaxaca depuis son classement en 2010.

## Étymologie
Le mot tlayuda vient du nahuatl tlao-li (maïs décortiqué) associé au suffixe espagnol uda (abondance). La variante clayuda a la même origine.

## Description

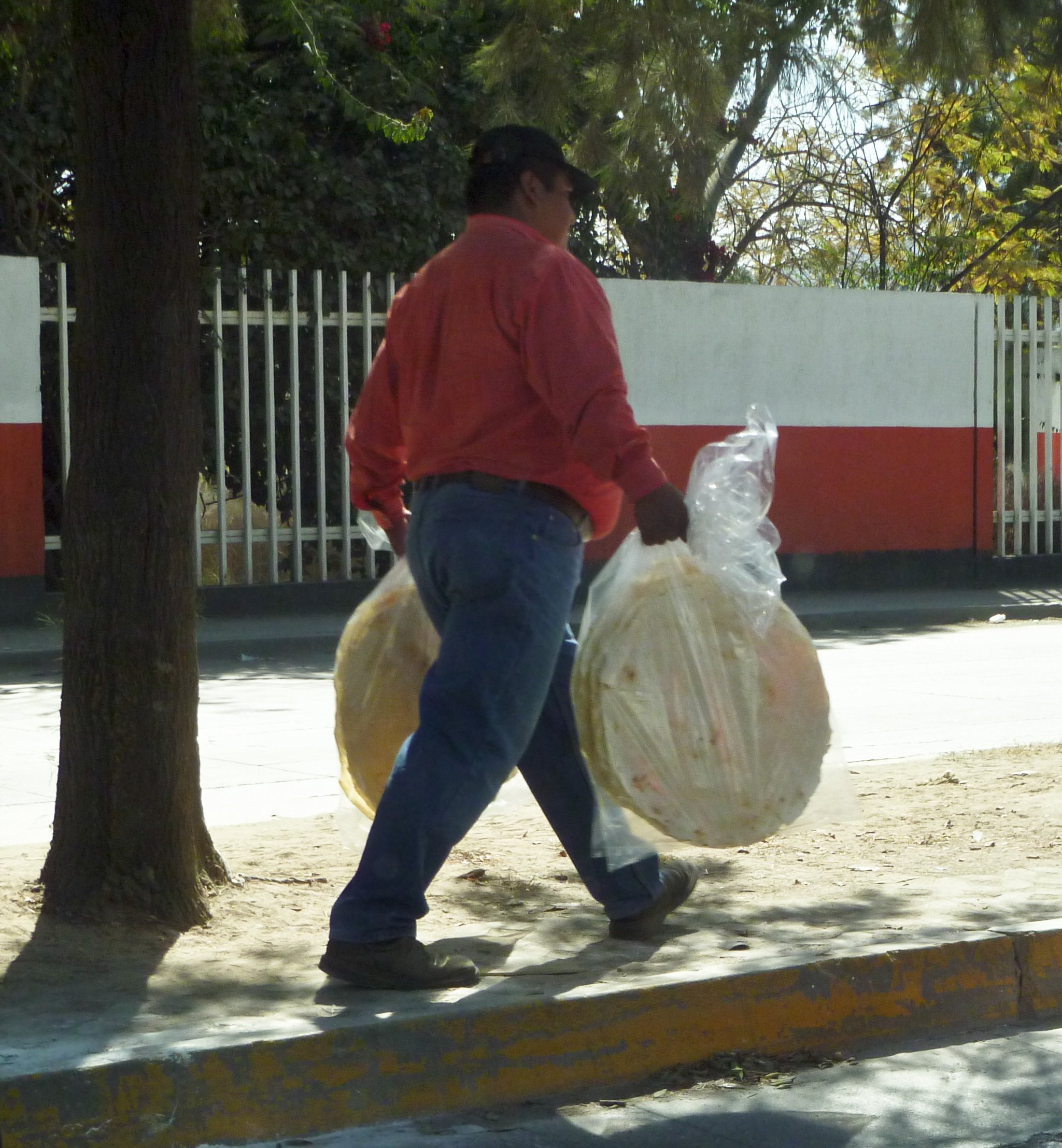
Un homme portant des tortillas pour tlayudas.

La tlayuda se distingue de la tortilla classique par sa grande taille et sa texture croustillante, ce qui lui donne un goût différent. Elle acquiert cette consistance au cours de sa cuisson sur un comal sur lequel elle est laissée plus longtemps que d'autres types de tortillas jusqu'à être semi-grillée. La tlayuda possède une texture semi-cassante qui conserve de la souplesse, légèrement humide et difficile à mâcher pour ceux qui ne sont pas habitués. Grâce à cette cuisson et aussi à la petite quantité de sel ajoutée à la pâte de nixtamal, elle se conserve longtemps sans se décomposer contrairement aux tortillas classiques. Les tlayudas sont gardées dans un tenate en feuilles de palmier.
Avec sa garniture, elle est parfois surnommée « pizza mexicaine » auprès des touristes voire « pizza-tortilla ».

### Préparation
La tlayuda peut se consommer avec divers ingrédients dont font en général partie les frijoles, une purée frite de haricots secs qui sert de base, le quesillo, un fromage frais local et la laitue. Elle s'agrémente aussi d'avocat, de viande comme le tasajo (es) (viande de veau), le chorizo, la cecina de bœuf et autres viandes séchées. On peut y ajouter une sauce piquante préparée dans un molcajete comme la salsa roja.
Dans une version populaire des Vallées centrales, elle est garnie de chile de agua (es), d'oignons grillés et peut s'accompagner de citron.
La tlayuda peut être servie fermée sous la forme d'un grand taco. Elle admet de nombreuses variantes au guacamole, aux chapulínes, etc.

## Célébration
La tlayuda est célébrée chaque année en juillet à San Antonio de la Cal (es) au cours de la Feria de la Tlayuda qui se déroule pendant la Guelaguetza (es), la fête du folklore d'Oaxaca. C'est de cette ville que serait originaire la tlayuda.

## Galerie

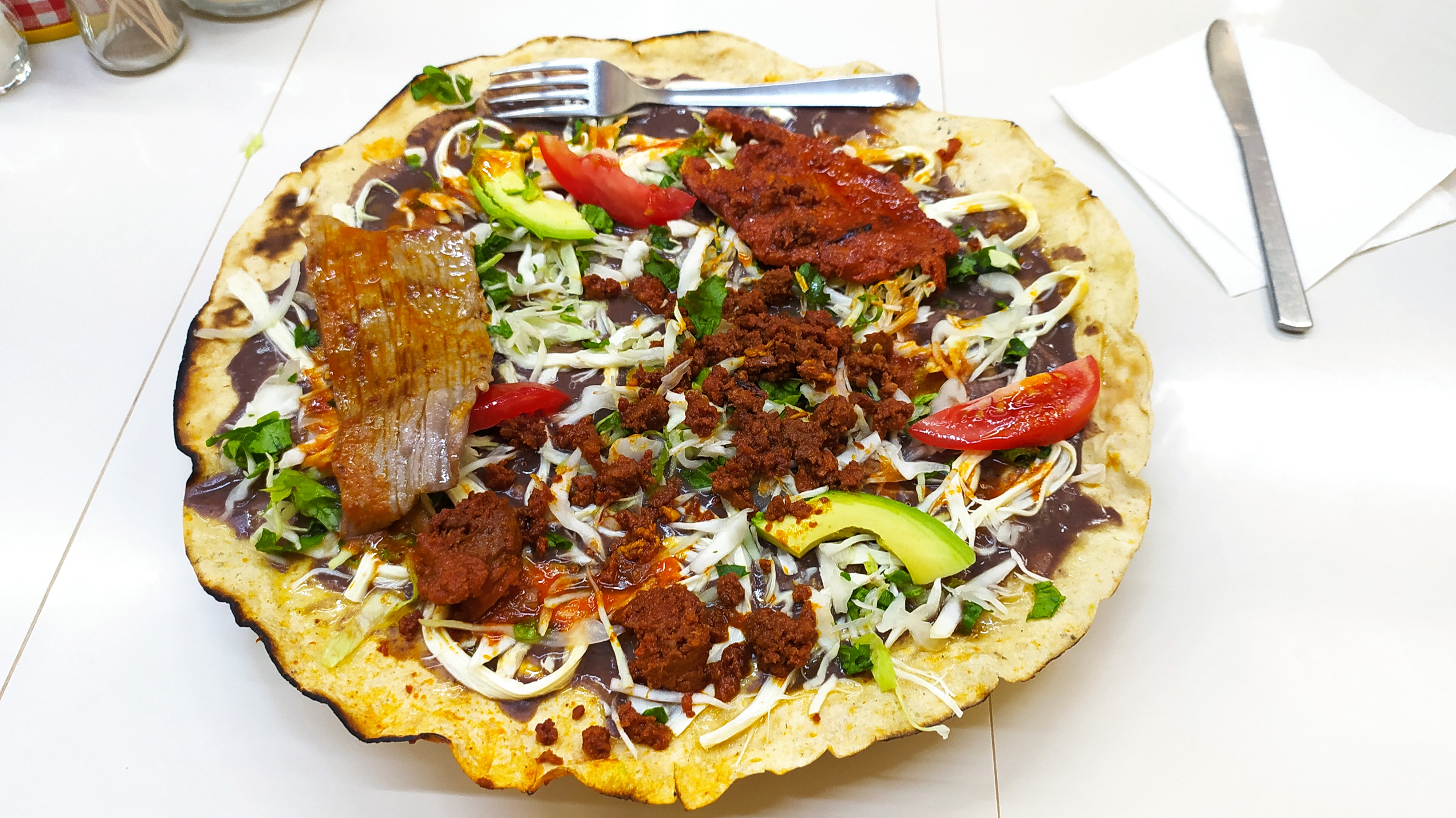
Tlayuda au chorizo et au tasajo (es).
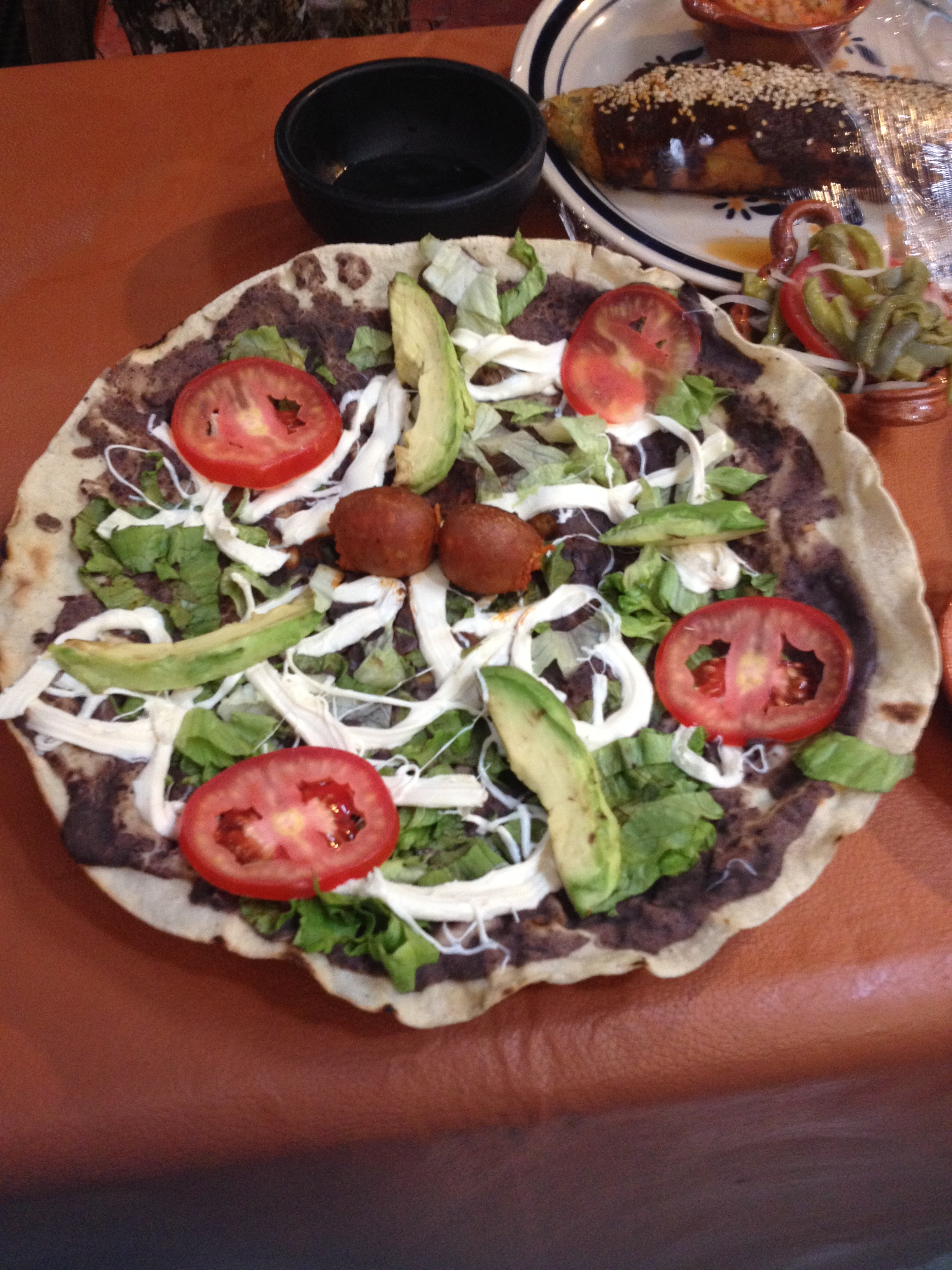
Une tlayuda avec des frijoles, de la laitue, du quesillo, de l'avocat et des tomates.
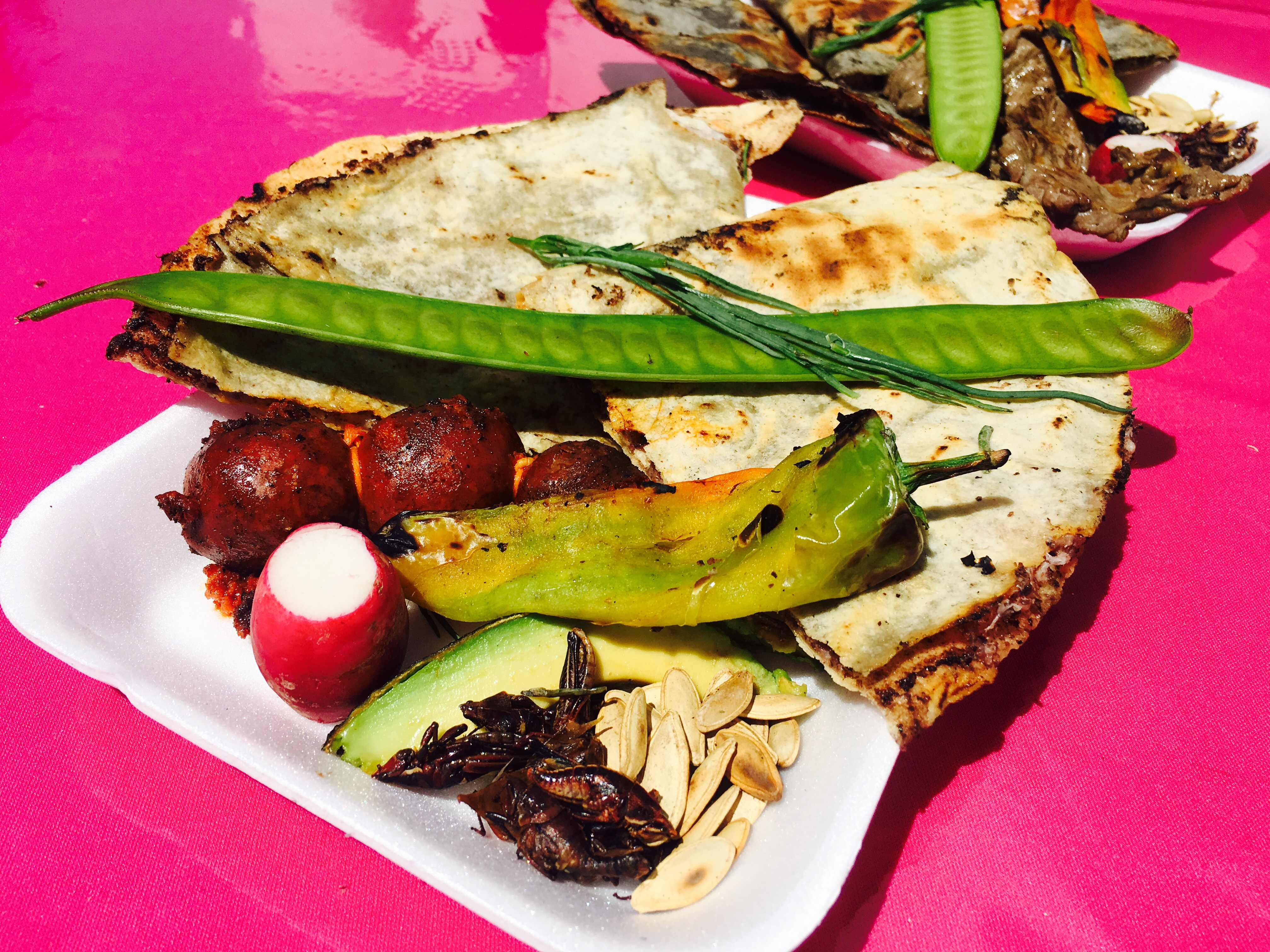
Tlayuda servie pliée.